# Gaia (astrometrisk satellit)
Gaia er et astrometrisk rumteleskop opsendt af European Space Agency (ESA), der optisk udmåler hele himlen i tre dimensioner med høj nøjagtighed. Den har specialiseret sig i himmelobjekter med størrelsesklasser mellem 3 og 21, hvorfor de klareste stjerner på nattehimlen, såsom Sirius eller Arcturus, udelades for ikke at overbelaste de følsomme sensorer.
Gaia blev opsendt fra Kourou-rumhavnen i Fransk Guyana den 19. december 2013. Den 2. januar 2014 nåede den ud til sin permanente bane omkring Jordens Lagrange-punkt L2. Rumsonden bevæger sig i en Lissajous-bane omkring L2, se nedenstående animation. Den 15. januar 2025 ophørte dataindsamlingen planmæssigt, da rumsonden løb næsten tør for styringsgas. Den forventes i marts/april 2025 at blive sendt væk fra L2 og ud i en bane omkring Solen. Det sker for ikke at give problemer for fremtidige rumsonder omkring L2.
|  |  |

Omkring én procent af stjernerne i Mælkevejsgalaksen er blevet registreret astrometrisk, fotometrisk og spektroskopisk med en ikke tidligere opnået præcision. Udover den nøjagtige tredimensionale position (retning og afstand) bestemmes også objektets bevægelsesretning ved gentagne observationer. For lysstærke objekter med en størrelsesklasse på 16 eller derunder optages ligeledes spektre, så radialhastighed, spektralklasse, temperatur, luminositet og andre data kan bestemmes.
Gaia-missionen er den videnskabelige efterfølger til ESA's Hipparcos-mission (1989-1993) og har i sidste ende til formål at bestemme positioner op til 200 gange mere nøjagtigt, undersøge 10 000 gange flere objekter og producere 100 000 gange flere data end den forrige mission.
Navnet Gaia var oprindeligt et backronym for "Global Astrometric Interferometer for Astrophysics". Navnet henviste til den optiske interferometri-teknik, der oprindeligt var planlagt for denne rumsonde. Navnet blev bibeholdt på trods af, at måleprincippet blev ændret under planlægningsprocessen, men stavemåden blev ændret fra GAIA til Gaia. Navnet er også en reference til jordmodergudinden Gaia fra den græske mytologi.
ESA bekræftede Gaia som en prioriteret mission i 2000 og bestilte konstruktionen af rumfartøjet i 2006. Sonden og nyttelasten blev bygget af europæiske virksomheder. Opsendelsen fandt sted den 19. december 2013. Den primære mission varede indtil den 25. juli 2019, men er blevet forlænget til begyndelsen af 2025.
Siden starten af missionen er der udgivet fire kataloger: Gaia DR1 med 1.1 milliarder objekter, Gaia DR2 med 1.7 milliarder objekter, samt Gaia EDR3 og Gaia DR3 med 1.8 milliarder objekter. Yderligere udvidede og forbedrede kataloger annonceres. Alle publicerede data er tilgængelige for offentligheden i en database via internettet.
Gaia-projektet blev igangsat af en:Lennart Lindegren og en:Michael Perryman, som herfor sammen modtog Shawprisen i 2022 og allerede var væsentligt involveret i forgængeren Hipparcos.

## Videnskabelige mål

### Mælkevejsgalaksen
Gaia-missionen undersøger oprindelsen og udviklingen af Mælkevejsgalaksen. Til dette formål bestemmer Gaia positioner, afstande (parallakser) og bevægelser (egenbevægelser og radialhastigheder) af mere end en milliard af de mere end 100 milliarder stjerner i Mælkevejsgalaksen med en hidtil uopnået nøjagtighed. Hver stjerne blev observeret cirka 70 gange i løbet af den nominelle missionsvarighed. Dette gav et gennemsnit på 40 millioner stjerneobservationer om dagen. Stjernernes bevægelser og svækkelsen af deres lys ved støv- og gasskyer giver ny indsigt i fordelingen af stjernestof, interstellart stof og mørkt stof.
Med Gaia kan parallakser bestemmes for stjerner op til omkring størrelsesklasse 20. For stjerner op til størrelsesklasse 15 kan afstande nær Mælkevejsgalaksens centrum (afstand 8 kpc) stadig måles med en nøjagtighed på omkring 20 procent.

### Stjerneudvikling
Ud over information om Mælkevejsgalaksens struktur og udvikling giver disse data ny indsigt i stjerners indre struktur, dannelse og udvikling. Ved at bestemme mere præcise positionsdata og afstande kan den absolutte lysstyrke af individuelle stjerner bestemmes meget mere præcist end tidligere. Måledataene indsamlet af Gaia giver information om hvor, hvornår og hvordan stjerner blev dannet, og hvordan de ændrer deres omgivelser ved at tilføre stof beriget med tungere grundstoffer, når de dør. Ved at bestemme spektre og bevægelsesretninger blev der fundet grupper af stjerner, der har en sammenlignelig alder, ens sammensætning og en fælles oprindelse.

### Variable stjerner
De gentagne målinger resulterer i en computerstøttet indsamlig af data for variable stjerner såsom cepheider og RR Lyrae-stjerner med yderligere data og spektre. Derudover opfanges uventede fotometriske ændringer som følge af for eksempel okkultationer, gravitationslinser eller supernovaer, de og offentliggøres omgående.

### Dobbelt- og multiple stjerner
Missionen har også til formål at adskille dobbelt- og multiple stjerner og forbedre forståelsen af dem. Svingninger i uopløste binære stjerner, som griber ind i målinger af parallakser og bevægelser, kan bruges til at opløse sådanne systemer i deres komponenter. Periodiske fotometriske ændringer registreres og analyseres.

### Exoplaneter
Observationerne tillader påvisning af exoplaneter med masser svarende til Jupiters og med omløbstider på flere år baseret på stjernens bevægelser omkring det fælles tyngdepunkt; desuden kan masserne bestemmes. Overgangsområdet mellem store exoplaneter og brune dværge bliver bestemt mere præcist.

### Småplaneter i Solsystemet
Solsystemets planeter er for store og for det meste for lysstærke til at blive opdaget af Gaia. Asteroider og kometer er velegnede til detektion, og Gaia vil opnå meget præcise orbitaldata for mange af disse objekter. Gaia vil også finde nye objekter, der er langt fra ekliptikas plan eller inden for Jordens kredsløb. Gaia-projektet udsender rapporter ("Science Alerts"), så de fundne objekter kan spores yderligere ved jordbaserede observationer, og der foretages tilstrækkeligt mange observationer til, at kredsløbsdataene kan beregnes præcist nok, og objekterne ikke går tabt igen. For objekter, der nærmer sig hinanden i observationsfasen, udfører Gaia masseberegninger. De fleste af de fundne genstande forventes at være hovedbælteasteroider.

#### Jordnære objekter
I alt forventes måling af flere tusinde jordnære objekter (NEO'er), både asteroider og kometer. Da Gaia observerer objekter fra et andet perspektiv end Jorden, kan den også måle på objekter, som er svære at observere fra Jorden, fordi de overstråles af Solen. Gaia vil således være i stand til at finde himmellegemer, som kredser inden for Jordens bane. Databehandling af de nøjagtige positionsbestemmelser vil gøre det muligt at beregne masser for cirka 150 asteroider.

#### Kuiper Bælte Objekter
De fleste Kuiperbælte-objekter er for svage til at blive opdaget, men de største er fundet. I 2009 kendte man omkring 800 asteroider i Kuiperbæltet. Transneptunske objekter og kentaurer er generelt meget svage, så kun omkring 65 af dem vides at være lysstærkere end 20. størrelsesklasse og 138 er lysstærkere end 21. Gaia kan derfor kun finde nogle få nye objekter af denne type, men også dem i retning mod Mælkevejens plan, som er svære at opdage, eller som har en stor banehældning og kredser langt fra ekliptika. Gaia detekterer også binære asteroider blandt disse.

### Den lokale Gruppe
Gaias opløsningsevne er tilstrækkelig til at opdage de klareste stjerner i Den lokale Gruppe. En række af Mælkevejsgalaksens naboer, såsom Andromedagalaksen og De magellanske Skyer er tilgængelige for målinger. For fjerne dværggalakser vil der kun være nogle få af de klareste stjerner, for nabogalakser vil der være tusinder til millioner af stjerner. Kuglehobe og dværggalakser som Fornax, Sculptor og Sextans er blevet registreret med tusindvis af stjerner. Vekselvirkningen mellem galakser bliver undersøgt, især hvordan Mælkevejsgalaksen interagerer med De magellanske Skyer kan erkendes. Selv stjernebevægelser inden for dværggalakser kan detekteres. Alle disse observationer er nyttige til at bestemme indflydelsen af mørkt stof på stjernernes bevægelse.

### Fjerne galakser og kvasarer
Gaia er designet til at undersøge millioner af fjerne galakser og indsamle fotometriske data fra dem. De opdagede kvasarer er beregnet til at tjene som fikspunkter for optiske og radioastronomiske referencesystemer. Gaia kan ikke opløse disse objekter, men opfatter dem som punktformige.

### Grundvidenskab
En mulig tidsmæssig ændring af gravitationskonstanten {\displaystyle G} (mere præcist den relative ændring, {\displaystyle {\frac {{\text{d}}G}{{\text{d}}t}}/G}) skal bestemmes med en nøjagtighed på under 10−13/ år. Den relativistiske afbøjning af lys af Solens tyngdekraft skal måles med en relativ nøjagtighed på omkring en milliontedel, og afbøjningen af lyset i planeternes gravitationsfelt forventes detekteret direkte for første gang.
Gaia kunne også give information om fordelingen af mørkt stof i Mælkevejsgalaksen, for eksempel er der formodning om, at der kan være en koncentration i det galaktiske plan.

## Opnåede resultater
I modsætning til Hipparcos-missionen er der ingen særlige rettigheder til dataene. Alle resultater af missionen vil blive offentliggjort ad flere omgange, og der vil ikke blive pålagt begrænsninger for brugen af dataene. Alle publicerede er tilgængelige fra Gaia-arkivet på internettet.
Allerede før de første store udgivelser blev der udstedt såkaldte Science Alerts for visse objekter, når der var en særlig grund til, at astronomer skulle observere et bestemt objekt med det samme. Sådanne begivenheder omfatter for eksempel okkultationer, begyndelsen på en supernova, opdagelse af jordnære asteroider osv. Siden september 2014 har Gaia observeret supernovaer i andre galakser. I juli 2015 blev et første kort over stjernernes tæthed offentliggjort.
Under opstartsfasen af missionen var der planlagt årlige publikationer, men denne frekvens kunne ikke opretholdes. De indledende modeller forudsagde, at Gaia ville producere omkring en milliard observerbare objekter med en størrelsesklasse på 20 eller lavere. Det andet Gaia-katalog oversteg allerede prognoserne markant. I takt med at antallet af objekter stiger, vokserr beregningskravene uforholdsmæssigt, beregningsmodellerne skulle ændres, og udgivelsesplanerne viste sig at være for optimistiske og måtte udskydes flere gange.

### Indeksering af objekter
Objekterne i Gaia-katalogerne får et unikt identifikationsnummer (ID). Da de enkelte udgivelser er uafhængige af hinanden, kan disse ID'er ændres mellem udgivelserne. En unik specifikation af objekterne er kun mulig ved at angive den anvendte dataudgivelse sammen med ID'et (f.eks. Gaia DR2 2123836077760594432).

### Gaia Data Release 1
Den 14. september 2016 blev de første datasæt offentliggjort som Gaia DR1 som resultat af 14 måneders observationer. Resultaterne af DR1 er:
- Position og størrelsesklasse i G-båndet (to parametre) for 1.1 milliarder stjerner, hvoraf 400 millioner tidligere var ukatalogiseret.[14]
- Position, størrelse, parallakse (afstand) og vinkelhastighed for mere end 2 millioner stjerner under anvendelse af Tycho-Gaia Astrometric Solution (TGAS, fem parametre). Positionsdata fra Hipparcos-kataloget og Tycho-2-kataloget blev inkluderet og brugt sammen med Gaias positioner til at beregne vinkelhastigheder.
- Intensitetskurver og specifikke egenskaber for udvalgte variable stjerner, herunder 2595 RR Lyrae stjerner og 599 cepheider.
- Position og størrelse for mere end 2000 kvasarer i GCRF1-underkataloget.[16]

I Triangulumgalaksen (Messier 33), hvis afstand er 2.4 millioner lysår, var Gaia i stand til at detektere cirka 40 000 af de lysstærkeste af de anslåede 40 milliarder stjerner i denne galakse. Den første udgivelse med 1.1 milliarder objekter oversteg forventningen på omkring 1 milliard objekter med ti procent, på trods af huller i observationerne.

### Gaia Data Release 2
Gaia-DR2-kataloget af 25. april 2018 er baseret på 22 måneders observationstid og indeholder næsten 1.7 milliarder objekter. Cirka 350 millioner af disse har kun en position og en G-størrelsesklasse (to parametre), mens de resterende 1.3 milliarder objekter også har information om parallakse og egenbevægelse (fem parametre). Omkring 1.3 milliarder objekter har lysstyrker målt med det røde og det blå fotometer og 7.2 millioner objekter har en målt radialhastighed. Kataloget indeholder 550 000 variable stjerner med lyskurver og omtrent det samme antal kvasarer, som danner Gaia Celestial Reference Frame 2 som referenceramme. Omkring 160 millioner objekter har værdier for effektiv temperatur, 87 millioner har værdier for ekstinktion og rødforskydning og 76 millioner har oplysninger om radius og lysstyrke. Derudover er medtaget 14 000 asteroider med banedata. I dette katalog fik blev mange objekter nye ID'er sammenlignet med DR1.
I gennemsnit udkom dagligt tre til fire videnskabelige publikationer baseret på Gaia-DR2-data. DR2 indeholder mange nyopdagede hvide dværge, og modellerne for udviklingen af hvide dværge er blevet forbedret. Det er bevist, at hvide dværge danner en fast kerne, når de afkøles, og at denne proces bremser afkølingen, hvilket igen påvirker aldersbestemmelsen. Dataene fra DR2 gjorde det muligt at finde ud af mere om Mælkevejsgalaksens fortid og dens vekselvirkning med andre galakser. DR2 var i stand til at måle rotationsbevægelser af lysstærke stjerner i Andromedagalaksen og Triangulumgalaksen. Modellerne af bevægelsen af Andromedagalaksen og Triangulumgalaksen i forhold til Mælkevejsgalaksen er blevet forbedret.
Allerede kendte stjernehobe er blevet bedre afgrænset eller omdefineret, og nogle objekter, som tidligere blev opfattet som lukkede stjernehobe, er blevet erkendt som en perspektivisk akkumulering af stjerner, der ikke hører sammen. Siden da er 2000 tidligere ukendte stjernehobe og stjernegrupper blevet identificeret, og det er blevet erkendt, at nydannede stjerner fra samme region danner kædelignende strukturer og opretholder et lignende bevægelsesmønster over lange perioder.
Et hold forskere brugte data fra Hubble-teleskopet sammen med data fra DR2 til at bestemme massen af Mælkevejsgalaksen og kom frem til et resultat på omkring 1500 milliarder solmasser. En undersøgelse var i stand til at bekræfte den længe eksisterende hypotese om, at Mælkevejsgalaksen er en bjælkegalakse ved med direkte målinger at kunne tildele stjerner til bjælken.

### Gaia Data Release 3
Data i Gaia-DR3-kataloget er baseret på 34 måneders observationer og blev frigivet den 13. juni 2022. Det var forudsigeligt, at dele af DR3 ville være klar til udgivelse på forskellige tidspunkter. Publikationen blev opdelt, så dataene ville være tilgængelige for videnskaben så tidligt som muligt.
Den første del, kaldet Gaia Early Data Release 3 eller Gaia EDR3, blev udgivet den 3. december 2020 og indeholder omkring 1.8 milliarder objekter, forbedret astrometri og fotometri, stjernepositioner, parallakser, egenbevægelse og trefarvefotometri. Cirka 1.6 millioner kvasarer er inkluderet i GCRF3-underkataloget, såvel som Gaia-kataloget over nærliggende stjerner med objekter inden for en afstand af 100 parsec omkring Solsystemet.
Ved at bruge Gaia EDR3 var det for første gang muligt at påvise det galaktiske centers acceleration af Solsystemet. Gaia EDR3 3026325426682637824 var den første til ved hjælp af transitmetoden at opdage en exoplanet med ca. 1 jupitermasse og en omløbsperiode på tre døgn; resultatet blev bekræftet af observationer med en:Large Binocular Telescope (LBT) i Arizona.
Anden del af Gaia DR3 med de resterende og mere komplekse data blev frigivet den 13. juni 2022. Ud over de astrometriske data fra EDR3 indeholder den de spektroskopiske og fotometriske klassifikationer af velstuderede objekter, RVS-spektre og information om stjerneatmosfære, radialhastighed, klassifikation af variable stjerner med fotometriske kurver, kataloger over objekter i Solsystemet med foreløbige banedata. Nye tilføjelser inkluderede kataloger over udstrakte objekter og flerdobbelte stjerner. DR3 inkluderer også Gaia Andromeda Photometric Survey (GAPS) med omkring 1 million objekter fra et område inden for en radius på 5.5° omkring Andromedagalaksen. I forbindelse med Gaia DR3 blev en første liste over exoplanet-kandidater også offentliggjort den 15. juni 2022. Listen indeholder kandidater grupperet efter forskellige detektionsmetoder, herunder 214 objekter identificeret ved hjælp af transitmetoden (TROI), inklusive 173 exoplaneter, der allerede er rapporteret andre steder. Derudover er der 73 kandidater opdaget ved hjælp af den astrometriske metode (ASOI), hvoraf 9 allerede var kendt. Til sidst blev 10 kandidater identificeret ud fra ændringer i radialhastigheden (RVOI), herunder en tidligere kendt exoplanet.

## Senere publikationer
Frigivelsen af data fra den nominelle missionsvarighed, Gaia DR4, var ved starten af missionen forudset til at indtræffe ved
slutningen af 2022, men denne udgivelsesdato måtte trækkes tilbage. Fra juli 2024 er udgivelsen først planlagt til midten af 2026. DR4 vil indeholde alle astrometriske og fotometriske data, alle variable stjerner, alle binære og multiple stjernesystemer, klassifikationer og forskellige astrometriske data for stjerner, uopløste dobbeltstjerner, galakser og kvasarer, en liste over exoplaneter inklusive transitdata.
Gaias HR-diagram, der vises til venstre, er et af de bedste nogensinde for stjerner i Mælkevejsgalaksen.
Forlængelsen af missionen indtil januar 2025 vil bringe yderligere udgivelser. De sidste data vil først blive offentliggjort i 2030, cirka fem år efter, at Gaia indstiller sin drift, med kataloget Gaia DR5. Gaia-data forventes at danne grundlag for forskning i mere end ti år.